# Chloropoea dolichiste
Chloropoea dolichiste är en fjärilsart som beskrevs av Hall 1919. Chloropoea dolichiste ingår i släktet Chloropoea och familjen praktfjärilar. Inga underarter finns listade i Catalogue of Life.